# Khorol
Khorol (tiếng Ukraina: Хорол) là một thành phố của Ukraina. Thành phố này thuộc tỉnh Poltava. Thành phố này có diện tích ? km2, dân số theo điều tra dân số năm 2001 là 14753 người.